# Mayu Mukaida
Mayu Mukaida (en japonais 向田真優, Mukaida Mayu), née le 22 juin 1997, est une lutteuse japonaise.

## Biographie
En 2014, Mayu Mukaida participe aux Jeux olympiques de la jeunesse, à Nankin, et s'impose dans la catégorie des moins de 52 kg, en battant en finale l'azerbaïdjanaise Leyla Gurbanova.
En 2016, elle ne participe pas aux Jeux olympiques de Rio, mais participe aux championnats du monde, à Budapest, dans la catégorie non olympique des moins de 55 kg. Elle y remporte l'or.
Pour les championnats du monde suivants, à Paris, elle concourt en catégorie des moins de 53 kg (catégorie olympique) et remporte une médaille d'argent.

## Palmarès

### Championnats du monde
- Médaille d'or en lutte libre féminine dans la catégorie des moins de 55 kg en 2016 à Budapest
- Médaille d'argent en lutte libre féminine dans la catégorie des moins de 53 kg en 2017 à Paris

### Jeux olympiques de la jeunesse
- Médaille d'or en lutte libre féminine dans la catégorie des moins de 52 kg en 2014 à Nankin